# Adolfsbergs sanatorium

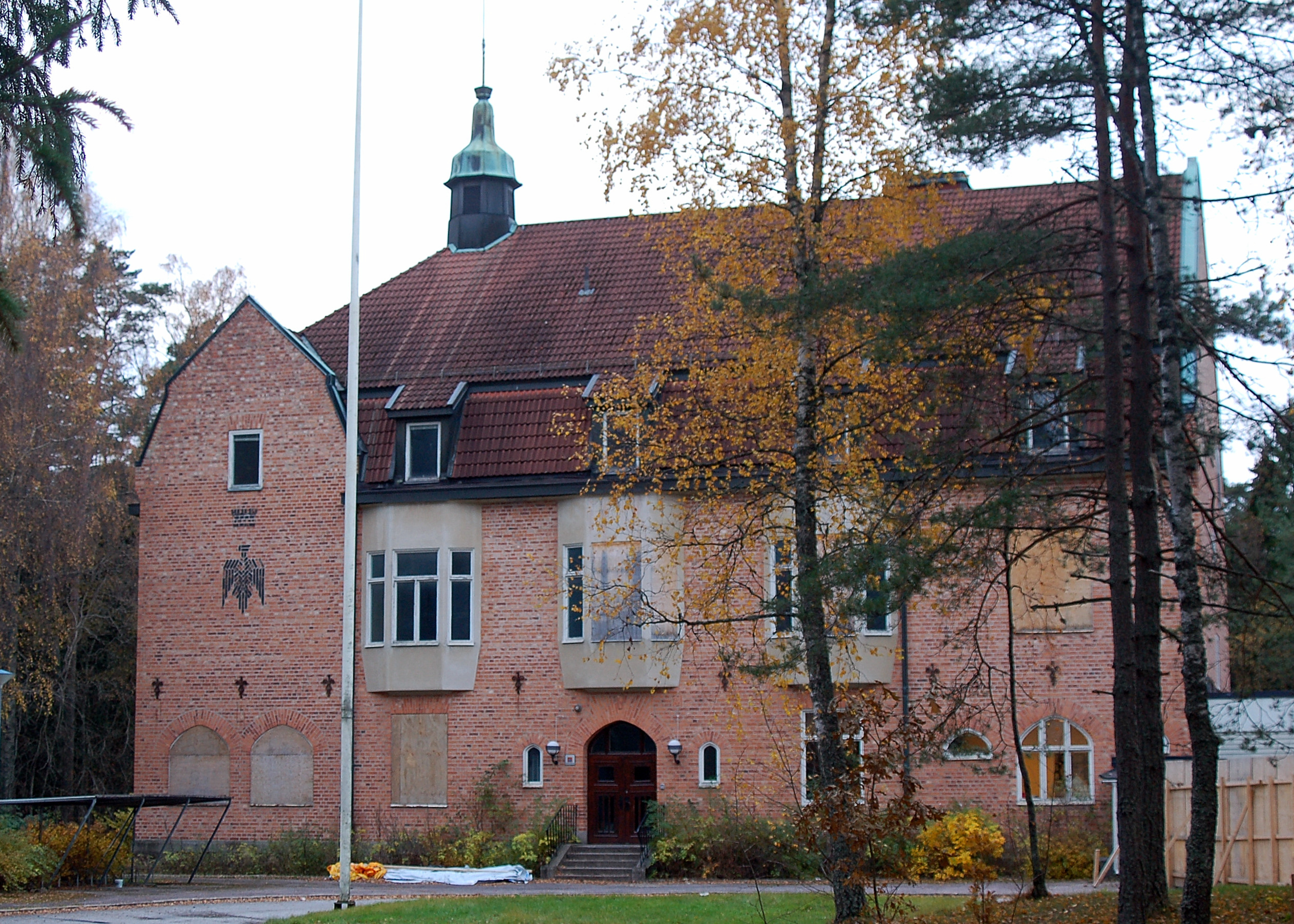
Adolfsbergs sanatorium

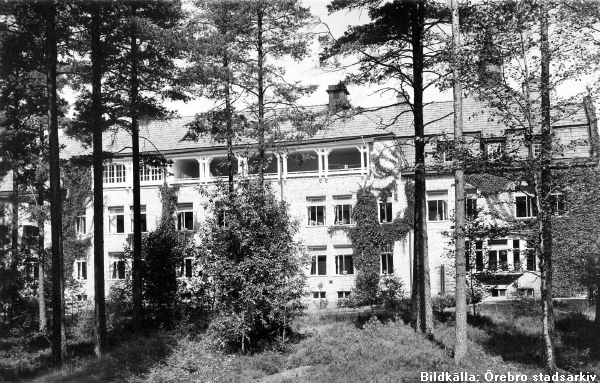
Adolfsbergs sanatorum på 1950-talet.

Adolfsbergs sanatorium är ett tidigare sanatorium i Örebro. Det invigdes 1912 och då hade 40 vårdplatser för patienter med tuberkulos. Arkitekt var stadsarkitekten Magnus Dahlander och byggnaden uppfördes av "tyska byggmästare". Institutionen har även haft namnen: Adolfsbergs tuberkulossjukstuga, Örebro stads sanatorium och Örebro stads tuberkulossjukhus. Senare inrymdes Örebro stads sjukhem i byggnaden, inte att förväxlas med Örebro stads vårdhem, som var ett tidigare namn på Norra sjukhemmet.

## Historia
Tuberkulossjukstugans 40 vårdplatser fanns fortfarande 1950, men de tuberkulossjukas behov minskade successivt med införandet av nya antibiotika. År 1953 lades därför tuberkulosvården ner och överfördes till Garphytte sanatorium, som inte utnyttjades fullt ut. Fastigheten i Adolfsberg köptes in av Örebro läns landsting, som 1954 beslutade att förlägga en provisorisk lasarettspsykiatrisk klinik i byggnaden. Denna kom att bestå fram till 1966, då en lungklinik tog över lokalerna och därmed avvecklades Garphytte sanatorium. Lungklinikens förste överläkare var Olle Nilsson, tidigare verksam i Garphyttan. Kliniken hade vid denna tid tre vårdavdelningar med totalt 58 vårdplatser. Lungkliniken flyttade år 1985 till Regionsjukhusets centraldel. 
Efter att sjukvården lämnat byggnaden, fanns där vandrarhem och daghem. Huset har sedan byggts om till 24 lägenheter som var färdiga år 2019.